# 静岡市立清水高部小学校
静岡市立清水高部小学校（しずおかしりつ しみずたかべしょうがっこう）は、静岡県静岡市清水区押切にある公立小学校。

## 沿革
- 1874年（明治7年）7月29日 - 大内村小柿に「村立 貞教舎」設立（開校）[1]。
- 1875年（明治8年）4月24日 - 梅ヶ谷村二本松に「村立 千之舎」設立[1]。
- 1885年（明治18年）5月1日 - 両舎を統合し、「村立 小学龍南学校」を設立[1]。
- 1886年（明治19年）9月30日 - 「龍南尋常小学校」と改名[1]。
- 1887年（明治20年）1月1日 - 「村立龍南尋常小学校と改名[1]。
- 1889年（明治22年）7月1日 - 「高部村立高部尋常小学校」と改名[1]。
- 1902年（明治35年）10月10日 - 「高部村尋常小学校」と改名[1]。
- 1908年（明治41年）9月25日 - 「庵原郡高部尋常高等小学校」と改名[1]。
- 1941年（昭和16年）4月1日 - 「庵原郡高部村国民学校」に改称[1]。
- 1947年（昭和22年）4月1日 - 「庵原郡高部村立高等小学校」に改称[1]。
- 1954年（昭和29年）1月4日 - 清水市との合併により、「清水市立高部小学校」に改称[1]。
- 1985年（昭和60年）2月10日 - 110周年記念式典挙行[1]。
- 2003年（平成15年）4月 - 静岡市との合併に伴い、「静岡市立清水高部小学校」に改称[1]。

## 通学区域
清水区

| - 梅ヶ谷の一部 - 大内 - 大内新田 | - 押切の一部 - 柏尾 - 鳥坂の一部 | - 能島 |

## アクセス
- しずてつジャストライン梅ヶ谷蜂ヶ谷線 「高部小学校前」停留所から、徒歩3分
- しずてつジャストライン北街道線 「押切西」停留所から、徒歩3分

## 著名な卒業生
- 青島心 - ファッションモデル及び女優